# Ace of Spades (album)
Ace of Spades este al patrulea album al formației britanice de heavy metal, Motörhead. A fost lansat pe data de 8 noiembrie, 1980, și este una dintre cele mai melodice și tehnice albume din istoria muzicii heavy metal. Este recunoscut pentru single-ul lor cu același nume, Ace of Spades.